# Поход Едигея на Москву
Нашествие Едигея — нашествие на великое княжество Московское войск темника Золотой Орды Едигея в 1408 году. Его кульминацией стала трёхнедельная осада белокаменного Московского кремля.

## Обстановка накануне нашествия
После разгрома золотоордынского хана Тохтамыша среднеазиатским правителем Тамерланом Московское княжество перестало платить ежегодную дань Золотой Орде (1395).
После разгрома войск Витовта ставленником Тамерлана Едигеем (1399) и потерей Великим княжеством Литовским Смоленска произошёл второй виток роста польского влияния в литовско-русских землях, оформленный Виленско-Радомской унией (1401). Смоленск был возвращён Витовтом в 1404 году при помощи польских войск. В 1406 году началась Литовско-московская война, протекавшая на фоне недовольства антипольски настроенной части знати Великого княжества Литовского — выразившегося, в частности, в отъезде Свидригайлы Ольгердовича на московскую службу. Он получил от Василия Дмитриевича в кормление города Владимир, Переславль-Залесский, Юрьев-Польский и др. Усиление Московского княжества выразилось также в том, что должность князя-наместника в Новгороде занял брат Василия Константин.
В том же 1408 году Ягайло и Витовт выступили против Василия, которому Едигей обещал военную помощь. Однако сражения не последовало и был заключён мир, по которому Василий обязался прекратить поддержку Свидригайла и признал Смоленск и верховские княжества литовскими владениями. В том же году Едигею не удалось установить контроль над Рязанью через своего ставленника Ивана Пронского. Не добившись взаимного ослабления Москвы и Вильно дипломатическим путём, Едигей начал собственный поход на Москву.

## Нашествие
В ордынском войске находились четыре царевича, исполнявших должности военачальников, и несколько видных ордынских эмиров. Общее руководство осуществлял сам Едигей. 
Наступление татар стало неожиданностью для московского князя Василия Дмитриевича. Для обороны столицы он оставил своего дядю Владимира Храброго, а сам с женой и детьми уехал в Кострому (где, по некоторым объяснениям, планировал собирать войско). Вслед за князем Москву покинули многие жители, оставшимися овладела паника. 
Войска Едигея уничтожали все на своем пути. Отдельные части были посланы на захват Городца и Нижнего Новгорода. Основные татарские части подошли к Москве 30 ноября. Жители сожгли посад и начали стрельбу по осаждающим. Из-за этого татары не решились начать штурм каменных укреплений Москвы и расположились на некотором удалении от стен. Едигей выслал отряды грабить окрестности столицы и начал осаду. Примерно 30 000 воинов он отправил в погоню за князем Василием, но они вскоре вернулись, не найдя его. 
Во время осады Едигей отправил послание великому князю тверскому Ивану Михайловичу с требованием привести войско и артиллерию под стены Москвы, но тот отказался. Пока основное войско стояло под стенами Москвы, отдельные отряды сожгли множество больших и малых городов и сел. Среди них Ростов Великий, Переславль-Залесский, Дмитров, Коломна, Нижний Новгород, Городец и др.
После трех недель осады Едигей узнал от ордынского хана Булат-Салтана о наступлении на него сына Тимур-Кутлуга — Тимура. В результате ему пришлось спешно отступить от русской столицы. С москвичей он взял откуп в 3000 рублей, сжёг Троицкий монастырь и на обратном пути — Рязань. 
Временем похода Едигея на Москву датируется сокрытие по меньшей мере трёх монетных кладов в окрестностях Ельца. Это обстоятельство может служить косвенным свидетельством разорения войсками Едигея и Елецкого княжества.
Разорение городов, в том числе и находящихся в кормлении у Свидригайла, подорвало основу московско-литовского сотрудничества под эгидой Москвы (Свидригайло «от Едигеевых татар утомился зело» и вернулся в Литву). Ярлык на Нижегородское княжение получил от Едигея Даниил Борисович, потомок нижегородских князей.

«Повесть о нашествии Едигея» впервые по-новому осмысливает взаимоотношения с Ордой. Ранее в литературных памятниках ордынские рати, все беды межкняжеской усобицы объяснялись «божьим гневом». В «Повести…» они объяснены злой волей Орды.